# Lubiatów (powiat średzki)

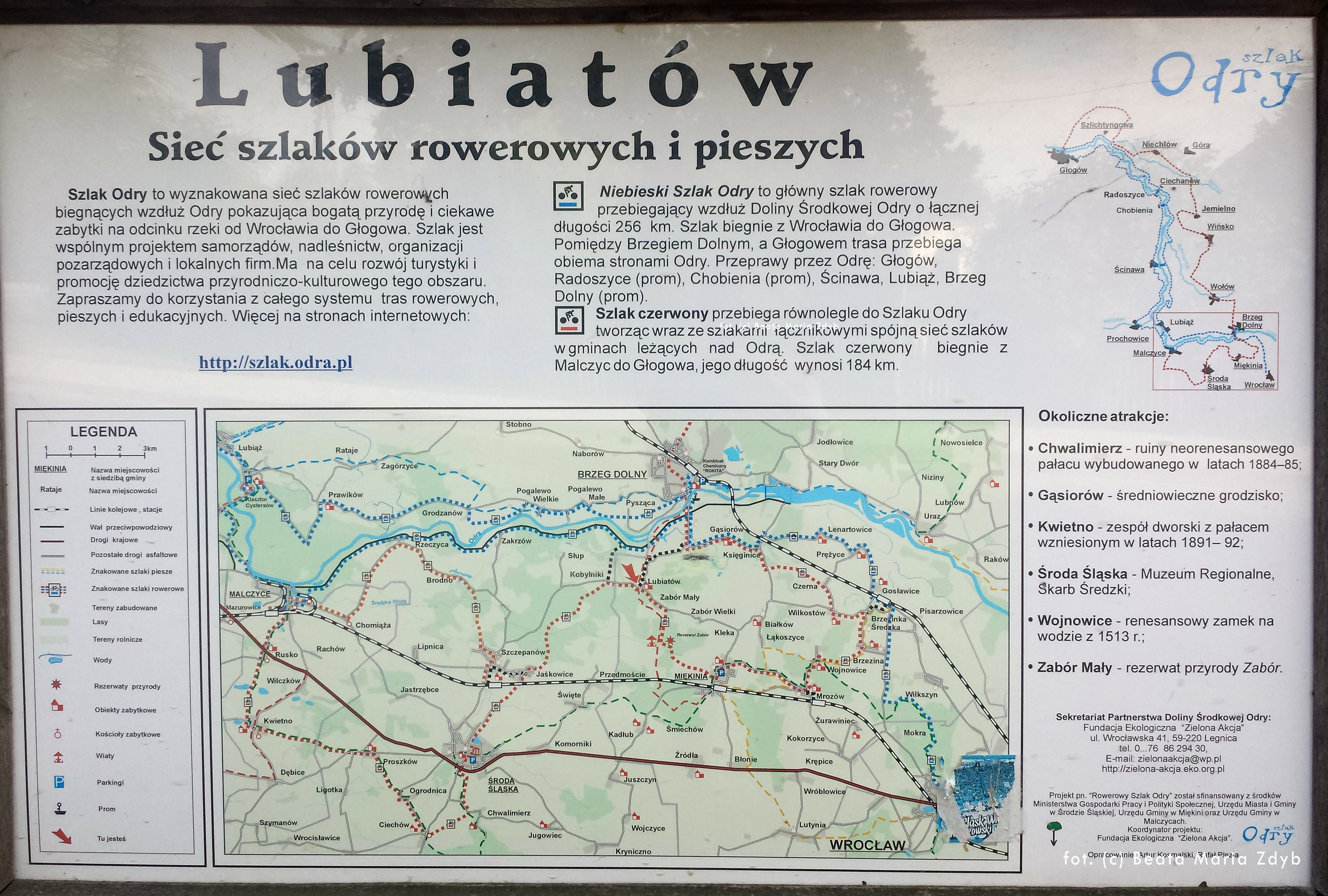
Mapa szlaków rowerowych w okolicy

Lubiatów (niem. Lubthal) – wieś w Polsce położona w województwie dolnośląskim, w powiecie średzkim, w gminie Miękinia. Według danych na rok 2008 w miejscowości mieszka 150 osób.
W latach 1975–1998 miejscowość należała administracyjnie do województwa wrocławskiego.

## Nazwa
12 lutego 1948 r. ustalono urzędową polską nazwę miejscowości – Lubiatów, określając drugi przypadek jako Lubiatowa, a przymiotnik – lubiatowski.